# Olophontosia lineata
Olophontosia lineata är en fjärilsart som beskrevs av George Thomas Bethune-Baker 1908. Olophontosia lineata ingår i släktet Olophontosia och familjen tandspinnare. Inga underarter finns listade i Catalogue of Life.